# Marko Haavisto & Poutahaukat
Marko Haavisto & Poutahaukat — финская музыкальная группа, играющая в стиле мелодичного эстрадного неорокабилли. Была основана в 1997 в Лахти (Финляндия). Музыкальный коллектив получил известность благодаря сотрудничеству с кинорежиссёром Аки Каурисмяки. Песни группы звучат в фильмах «Человек без прошлого» / Mies vailla menneisyyttä, «На десять минут старше: Труба» (эпизод «Собаки не отправляются в ад») / Ten Minutes Older: The Trumpet (segment Dogs Have No Hell), причём музыканты появляются в кадре и исполняют песни практически полностью. Группа пользуется популярностью в Финляндии, где активно гастролирует, и нишевой известностью в других европейских странах.

## Нынешний состав
- Марко Хаависто (Marko Haavisto) — вокал, бас-гитара (1997—)
- Яакко Росси (Jaakko Rossi) — электрогитара, гитара
- Самули Халонен (Samuli Halonen) — барабаны, перкуссия, бэк-вокал (2005—)
- Йоуни Саарио (Jouni Saario) — электрогитара, гитара

## Бывшие участники
- Пекка Виртанен (Pekka ”Devil” Virtanen) — гитара, бэк-вокал (2005–2009)
- Лари Тапиола (Lari Tapola) — бас-гитара (1997–1998)
- Юрки Телиля (Jyrki Telilä) — гитара (1998–2005)
- Юкка Теэрисаари (Jukka Teerisaari) — барабаны, перкуссия (1997–2005)
- Юрки Тукиайнен (Jyrki Tukiainen) — гитара (1997–1998)
- Кай Ярвинен (Kai Järvinen) — гитара, бэк-вокал (2009–2011)

## Дискография
- Marko Haavisto & Poutahaukat, 1997
- Täydellinen maailma, 1999
- Lamppu palaa, 2002
- Lauluja rakastamisen vaikeudesta (Marko Haavisto), 2003 (сборник)
- Kunpa tietäisitkin, 2004
- Tässä ja nyt, 2006
- Hollolasta Teksasiin, 2007
- Tuhannen kaipuun maa — parhaat, 2009 (сборник)
- Outolintu (2015)
- Sysmäläinen (2018)